# Oeganda op de Olympische Zomerspelen 1988
Oeganda nam deel aan Olympische Zomerspelen 1988 in Seoul, Zuid-Korea. Het was de achtste deelname van het land aan de Olympische Zomerspelen.
De 24 deelnemers, 20 mannen en vier vrouwen, kwamen in actie op 22 onderdelen in drie olympische sporten; atletiek, boksen en gewichtheffen. De atleet Justin Arop en de bokser Charles Lubulwa waren de eerste Oegandese sporters die voor de derde keer deelnamen aan de Spelen. De atlete Ruth Kyalisima was de eerste vrouw die voor de tweede keer deelnam. De atleten John Goville, Mike Okot, Vincent Ruguga en de bokser Patrick Lihanda namen deze editie ook voor de tweede keer deel.

## Deelnemers & resultaten
(m) = mannen, (v) = vrouwen 

### Atletiek
| Olympiër                                               | Onderdeel       | Resultaat | Prestatie                             |
| ------------------------------------------------------ | --------------- | --------- | ------------------------------------- |
| Joseh Ssali                                            | 100m (m)        | 81e       | serie 8: 6de in 10,95                 |
| Sunday Olweny                                          | 200m (m)        | 47e       | serie 3: 5de in 21,79                 |
| John Goville                                           | 400m (m)        | 40e       | serie 8: 5de in 47,11                 |
| Moses Musonge Mike Okot John Goville Joseph Ssali      | 4x100m (m)      | 23e       | serie 1: 6de in 41,39                 |
| Benjamin Longiros                                      | marathon (m)    | 62e       | 2:30.29                               |
| Fred Ogwang                                            | marathon (m)    | 92e       | 2:59.35                               |
| Vincent Ruguga                                         | marathon (m)    | 63e       | 2:31.04                               |
| Justin Arop                                            | speerwerpen (m) | 33e       | kwalificatie groep B: 17de met 69,10m |
|                                                        |                 |           |                                       |
| Farida Kyakutewa                                       | 100m (v)        | 58e       | serie 1: 8ste in 12,32                |
| Oliver Acii                                            | 200m (v)        | 39e       | serie 4: 6de in 24,39                 |
| Farida Kyakutewa                                       | 400m (v)        | 38e       | serie 2: 5de in 56,00                 |
| Ruth Kyalisima                                         | 400m horden (v) | 32e       | serie 2: 6de in 59,62                 |
| Grace Buzu Oliver Acii Farida Kyakutewa Ruth Kyalisima | 4x100m (v)      | 19e       | serie 3: 6de in 46,55                 |
| Jane Ajilo Grace Buzu Farida Kyakutewa Ruth Kyalisima  | 4x400m (v)      | DNS       | serie 2: niet gestart                 |

### Boksen
| Olympiër (deelname) | Onderdeel   | Resultaat | Prestatie |
| ------------------- | ----------- | --------- | --- |
| Fred Mutewa         | -48kg (m)   | 17e       | 1ste ronde: vrij 2de ronde: V van IRL McCullough: 0-5                                                              |
| Emmanuel Nsubuga    | -51kg (m)   | 9e        | 1ste ronde: vrij 2de ronde: W van YMD Sayed: knock-out 3de ronde: V van ALG Abed: 2-3                              |
| Edward Obewa        | -54kg (m)   | 33e       | 1ste ronde: V van TUR Tutuk: 2-3                                                                                   |
| Charles Lubulwa     | -60kg (m)   | 33e       | 1ste ronde: V van NGR Onoko: scheidsrechterlijke beslissing                                                        |
| Dan Odindo          | -63,5kg (m) | 17e       | 1ste ronde: W van GAB Destre: walk-over 2de ronde: V van MGL Altansükh: scheidsrechterlijke beslissing             |
| Kasmiro Omona       | -67kg (m)   | 33e       | 1ste ronde: V van FRG Künzler: 0-5                                                                                 |
| John Boscoe Waigo   | -71kg (m)   | 17e       | 1ste ronde: vrij 2de ronde: V van BUR Sagnon: scheidsrechterlijke beslissing                                       |
| Franco Wanyama      | -75kg (m)   | 5e        | 1ste ronde: vrij 2de ronde: W van JOR Dabaj: 5-0 3de ronde: W van IRL Joyce: 3-2 kwartfinale: V van KEN Sande: 0-5 |
| Patrick Lihanda     | -81kg (m)   | 17e       | 1ste ronde: V van URS Sjanavazov: 2-3                                                                              |

### Gewichtheffen
| Olympiër             | Onderdeel   | Resultaat | Prestatie                                                          |
| -------------------- | ----------- | --------- | ------------------------------------------------------------------ |
| Joseph Kaddu Kutfesa | -67,5kg (m) | 21e       | trekken: 22ste met 90kg stoten: 19de met 125kg totaal: 215kg       |
| Ali Kavuma           | -90kg (m)   | 24e       | trekken: 25ste met 100kg stoten: 24ste met 132,5kg totaal: 232,5kg |

Afghanistan · Algerije · Amerikaanse Maagdeneilanden · Amerikaans-Samoa · Andorra · Angola · Antigua en Barbuda · Argentinië · Aruba · Australië · Bahama’s · Bahrein · Bangladesh · Barbados · België · Belize · Benin · Bermuda · Bhutan · Birma · Bolivia · Bondsrepubliek Duitsland · Botswana · Brazilië · Britse Maagdeneilanden · Brunei · Bulgarije · Burkina Faso · Canada · Centraal-Afrikaanse Republiek · Chili · China · Chinees Taipei · Colombia · Congo-Brazzaville · Cookeilanden · Costa Rica · Cyprus · Denemarken · Djibouti · Dominicaanse Republiek · Duitse Democratische Republiek · Ecuador · Egypte · El Salvador · Equatoriaal-Guinea · Fiji · Filipijnen · Finland · Frankrijk · Gabon · Gambia · Ghana · Grenada · Griekenland · Groot-Brittannië · Guam · Guatemala · Guinee · Guyana · Haïti · Honduras · Hongarije · Hongkong · Ierland · IJsland · India · Indonesië · Irak · Iran · Israël · Italië · Ivoorkust · Jamaica · Japan · Joegoslavië · Jordanië · Kaaimaneilanden · Kameroen · Kenia · Koeweit · Laos · Lesotho · Libanon · Liberia · Libië · Liechtenstein · Luxemburg · Malawi · Malediven · Maleisië · Mali · Malta · Marokko · Mauritanië · Mauritius · Mexico · Monaco · Mongolië · Mozambique · Nederland · Nederlandse Antillen · Nepal · Nieuw-Zeeland · Niger · Nigeria · Noord-Jemen · Noorwegen · Oeganda · Oman · Oostenrijk · Pakistan · Panama · Papoea-Nieuw-Guinea · Paraguay · Peru · Polen · Portugal · Puerto Rico · Qatar · Roemenië · Rwanda · Saint Vincent en de Grenadines · Salomonseilanden · Samoa · San Marino · Saoedi-Arabië · Senegal · Sierra Leone · Singapore · Soedan · Somalië · Sovjet-Unie · Spanje · Sri Lanka · Suriname · Swaziland · Syrië · Tanzania · Thailand · Togo · Tonga · Trinidad en Tobago · Tsjaad · Tsjecho-Slowakije · Tunesië · Turkije · Uruguay · Vanuatu · Venezuela · Verenigde Arabische Emiraten · Verenigde Staten · Vietnam · Zaïre · Zambia · Zimbabwe · Zuid-Jemen · Zuid-Korea · Zweden · Zwitserland